# 埃米利亚诺·莫雷蒂
埃米利亚诺·莫雷蒂（義大利語：Emiliano Moretti，1981年6月11日—），意大利男子足球運動員，擔任左後衛，現時效力意甲球隊拖連奴。他曾代表意大利国奥队参加2004年夏季奥林匹克运动会，获得铜牌。